# فرانک کلارک (بازیکن فوتبال، زاده ۱۹۴۲)
فرانک کلارک (انگلیسی: Frank Clarke؛ زادهٔ ۱۵ ژوئیهٔ ۱۹۴۲ – ۳ ژوئن ۲۰۲۲) بازیکن فوتبال اهل بریتانیا بود.
از باشگاه‌هایی که در آن بازی کرده‌است می‌توان به باشگاه فوتبال کارلایل یونایتد، باشگاه فوتبال ایپسویچ تاون، باشگاه فوتبال کویینز پارک رنجرز، و باشگاه فوتبال شروزبری تاون اشاره کرد.